# The Fiddler of the Reels
The Fiddler of the Reels is een kort verhaal van de Engelse schrijver Thomas Hardy. Het werd voor het eerst gepubliceerd in het Amerikaanse tijdschrift Scribner's Magazine in de aflevering van mei 1893. Vervolgens werd het opgenomen in de verhalenbundel Life's Little Ironies, die werd uitgebracht in 1894.
Het nummer van het tijdschrift was gewijd aan de Chicago World's Fair die in 1893 werd gehouden. Hardy grijpt de gelegenheid aan door in een gesprek voorafgaand aan het eigenlijke verhaal de gedachten terug te laten gaan naar de Great Exhibition die in 1851 werd gehouden in het Londense Hyde Park. Hardy plaatste vele van zijn verhalen en romans in een periode rond halverwege de 19e eeuw, dit vanwege het feit dat het een fascinerende tijd was waarin zich veel grote veranderingen afspeelden als gevolg van de industrialisatie en daarmee gepaard gaande technologische ontwikkelingen. Zowel het stadsleven als vooral ook het plattelandsleven veranderde hierdoor ingrijpend. De schrijver voelde zich geroepen om het leven in de dorpen en steden in zijn fictieve graafschap Wessex vast te leggen in deze overgangsperiode. Een van de hoofdpersonen, Edward ('Ned') Hipcroft, reist vanuit zijn dorp Stickleford, gelegen nabij Mellstock (in werkelijkheid Stinsford) in 1847 te voet naar Londen. De andere hoofdpersoon, Car'line, voegt zich daar in 1851 bij hem, maar reist met de dan inmiddels geopende spoorlijn van Wessex naar Londen, waarvoor speciale 'excursietreinen' werden ingezet vanwege de Wereldtentoonstelling.

## Het verhaal
In Mellstock vestigt zich enige tijd een zekere Wat Ollamoor. Niemand weet waar hij eigenlijk vandaan komt. Hij zou in theorie veearts zijn, of 'paardendokter', zoals hij ook wel genoemd wordt in het verhaal, maar hij is vooral muzikant en zou ook met een reizend gezelschap in het dorp zijn beland. Hij is een opvallende figuur om verschillende redenen. Een daarvan is zijn uiterlijk: hij is donker van huid en draagt lang en soms krullend zwart haar, wat hem een zigeunerachtige uitstraling geeft. Dit levert hem overigens de bijnaam 'Mop' op en zo zou hij later vooral worden aangeduid. Een tweede aspect is dat hij voor velen op een betoverende manier dansdeuntjes ('reels') uit zijn viool ('fiddle') weet te krijgen, als een 'tweede Paganini'. Als gevolg van deze kwaliteiten en zijn sensuele uitstraling is hij voor vrouwen welhaast onweerstaanbaar, maar begrijpelijkerwijs niet zozeer voor mannen. De naam Ollamoor (te interpreteren als 'all amour') is in dit verband veelzeggend
Een van de vrouwen die voor deze gepassioneerde man vallen is Car'line, die eigenlijk, ook volgens haar vader en zus, bestemd is voor de goede en betrouwbare Ned Hipcroft. Dit gaat zo ver dat zij zijn aanzoek weigert, waarop hij zijn conclusies trekt en zijn heil zoekt in Londen. Hier weet hij zijn draai te vinden en is er zonder vrouw ook best tevreden.
Vier jaren gaan voorbij en Ned is inmiddels bezig met hulp bij de opbouw van het spectaculaire Crystal Palace voor de wereldtentoonstelling. Hij krijgt dan een brief van Car'line waarin ze aangeeft spijt te hebben van haar eerdere weigering en een hernieuwd aanzoek niet af te wijzen. Ned staat daar niet afwijzend tegenover, maar vindt dat zij zelf dan maar het initiatief moet nemen naar hem toe te komen: hij gaat haar niet ophalen. Als zij uiteindelijk met de nieuwe trein arriveert blijkt zij een driejarig dochtertje bij zich te hebben, een product van haar bemoeienis met Mop Ollamoor. Ned legt zich neer bij de situatie, trouwt met haar en leidt haar rond op de tentoonstelling, waar zij ook even Mop meent te ontwaren. Hoe het ook zij, na verloop van tijd willen de twee liever uit Londen vertrekken en teruggaan naar hun oude vertrouwde woonplaats. Ned heeft zich inmiddels zeer gehecht aan het kleine meisje. Op weg naar Stickleford, waar geen station is, stappen zij uit in het nabije Casterbridge (Dorchester). Ned wil hier even op onderzoek uitgaan naar een mogelijke betrekking, terwijl Car'line en haar dochter te voet verdergaan. Zij spreken af elkaar te ontmoeten in een herberg die op hun route ligt. Vermoeid geworden gaan moeder en dochter een gelegenheid binnen waar volop drukte en muziek is. Daar blijkt de onvermijdelijke Mop te spelen en de passie steekt opnieuw de kop op als zij (hoewel gesluierd en niet meteen herkenbaar voor de man) aan het dansen gaat, net zo lang tot zij niet meer kan en uitgeput op de grond valt. Als Ned uiteindelijk arriveert blijken zowel Ollamoor als het kleine meisje verdwenen. Hij lijkt in het niets opgelost en een zoektocht levert niets op. Zij reizen verder in de verwachting dat Mop het kind wel terug zal brengen. Car'line lijkt zich niet al te ongerust te maken, maar als Ned verneemt dat de man en het meisje in Londen zijn gesignaleerd, gaat hij op zoek, maar vindt ze niet. Zijn vrouw maakt zich er niet te druk over, verlangend naar rust. Algemeen wordt aangenomen dat de twee naar Amerika zouden zijn gegaan, waar hij het meisje zou hebben ingezet om zijn inkomsten te vergroten. Mocht dat zo zijn, zo eindigt het verhaal, dan zou de man nu inmiddels rond de 70 zijn en de dochter ongeveer 44.